# Euclysia dentifascia
Euclysia dentifascia är en fjärilsart som beskrevs av Paul Dognin 1910. Euclysia dentifascia ingår i släktet Euclysia och familjen mätare. Inga underarter finns listade i Catalogue of Life.